# Étude de dangers

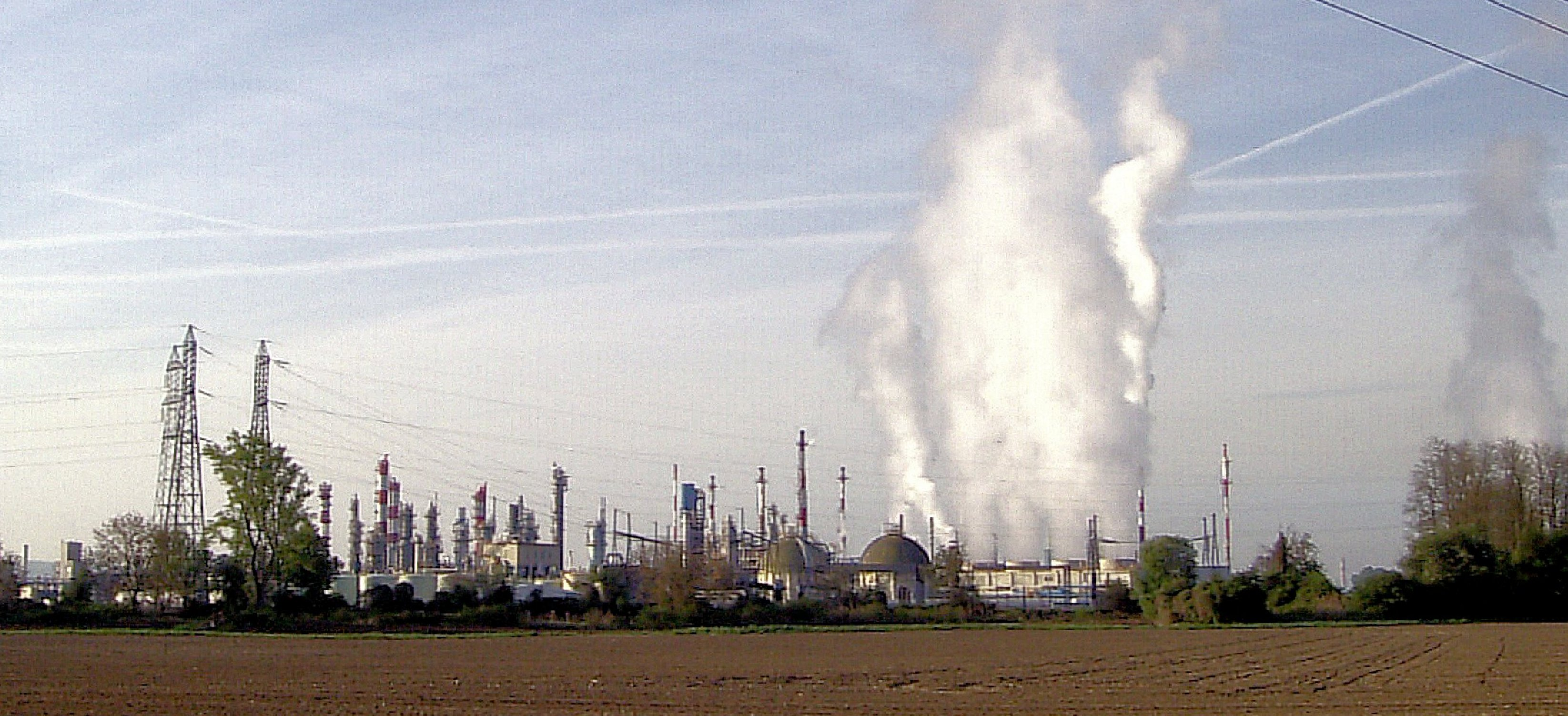
Zone Industrielle de Chalampé, Haut-Rhin

L'étude de dangers, ou EDD, est une étude technique de sécurité industrielle, requise en France dans la procédure d'autorisation environnementale, et qui permet l'évaluation et la maîtrise des risques industriels accidentels.
L’étude décrit les installations et leur environnement, les produits utilisés et leurs conditions d'utilisation, en listant les sources de risques internes (organisation du travail, process techniques...) et externes (séismes, foudre, effets dominos...), ainsi que les risques de type malveillance. Sur cette base, l'industriel doit décrire les moyens et outils qu'il a prévus pour limiter la probabilité d'expression du risque. Il doit évaluer les effets de ces moyens en proposant des mesures concrètes d’amélioration de la sûreté. L'étude doit s'appuyer sur les technologies disponibles les plus efficientes et engager l’exploitant à réduire les risques en amont, éventuellement en changeant de procédé industriel ou de produit, pour des alternatives moins dangereuses.
L'étude inclut une évaluation géographique des zones susceptibles d’être touchées par les conséquences des types d'accidents envisageables, et elle liste les secours publics ou privés adaptés et disponibles. L'étude ayant comme objectif principal la protection de l'environnement du site (compris comme l'environnement naturel et les personnes pouvant se situer à proximité de l'installation), le périmètre à prendre en compte ne se limite pas à l'entreprise, mais doit intégrer tout son environnement géographique.

## Objectifs de l'étude de dangers
L'étude de dangers, légalement obligatoire en France pour la majorité des installations industrielles, a pour objet final de déterminer quelles mesures techniques, de formation/information/sensibilisation et modalités d’exploitation appropriées, pourraient :
- réduire la probabilité d’occurrence des accidents,
- en limiter la gravité, s'ils survenaient malgré les précautions prises,
- améliorer l’efficacité et la qualité des secours,
- améliorer les règles d’implantation des unités dangereuses,
- adapter l'urbanisme périphérique,
- préventivement informer le public riverain des conduites à tenir en cas d'accident ou d'alerte.

## Cadre et finalité de l'étude de dangers
L'étude de dangers est légalement obligatoire en France pour la grande majorité des installations industrielles et notamment pour les Installations classées pour la protection de l'environnement (ICPE) soumises à autorisation (article L.181-25 du code de l'environnement), les canalisations de transport et de distribution ou encore les principales infrastructures de transport de matières dangereuses (article L.551-1 du code de l'environnement). C'est la pierre angulaire de la politique de prévention du risque technologique. L'étude de dangers constitue le "rapport de sécurité" prévu par la directive SEVESO pour les installations présentant des risques d'accident majeur.
L'étude de dangers implique un état des lieux, fait pour une installation donnée et une période donnée, au regard de son environnement technologique, naturel et humain.
Elle définit et justifie les mesures propres à réduire la probabilité et les effets de ces accidents et démontre la compatibilité entre l'installation, ses risques accidentels et l'environnement du site.
L'étude de dangers justifie par ailleurs, pour les ICPE classées "SEVESO seuil haut" et "SEVESO Seuil Bas" (depuis début 2023) la mise en place d'une organisation permettant :
- de maitriser les risques liés à l'installation : le système de gestion de la sécurité (SGS),
- de gérer des situations incidentelles ou accidentelles : le plan d'opération interne (POI).

Enfin, essentiellement encore pour  ICPE classées "SEVESO seuil haut", les informations contenues dans l'étude de dangers servent aux pouvoirs publics pour :
- définir les mesures de maitrise de l'urbanisation rendues nécessaires au vu des risques générés par le site (servitudes d'utilité publique, poter à connaissance ou plan de prévention des risques technologiques),
- définir le plan particulier d’intervention, volet spécifique à l'installation du dispositif ORSEC de gestion de crise des pouvoirs publics.

### Histoire des études de danger
L'étude de danger devient un outil d'analyse des risques en 1977. Initialement, les EDD s'appliquent uniquement aux installations nouvelles, avant d'être petit à petit réalisées pour les installations existantes. Les analyses de risques se concentrent alors uniquement sur les situations ordinaires, négligeant les évènements improbables, qui peuvent pourtant être à l'origine des plus grands accidents. En 1987, la réglementation évolue pour prendre en compte les accidents plus importants, après une négociations avec les industriels, qui évoquent l'aspect techniquement et économiquement difficiles de la prise en compte de ces risques. Cependant, les premières études de danger ont une méthodologie tout-à fait différente de l'approche actuelle : elle se basent sur une approche déterministe, visant prévenir les risques les plus dangereux, sans prise en compte de la probabilité d'apparition du risque, selon le principe qu'en protégeant les riverains des risques les plus graves on les protège aussi des risques moins importants. Ce choix simplifie également le travail de l'administration, mais provoque à nouveau des critiques de la part des exploitants, car il concentre les investissements sur des évènements improbables, alors que les évènements moins grave mais plus courants sont une préoccupation plus régulière des industriels. Ces derniers arguent aussi que les autres pays européens ont une approche probabiliste, et non déterministe, et que la loi française limite la compétitivité des entreprises françaises. Après la catastrophe d'AZF en 2001, l'approche change et devient probabiliste avec la loi Bachelot votée en 2003, en étudiant tous les scénarios même les moins grave et en incluant la probabilité dans l'évaluation du risque.

## Méthodologie de l'étude de dangers

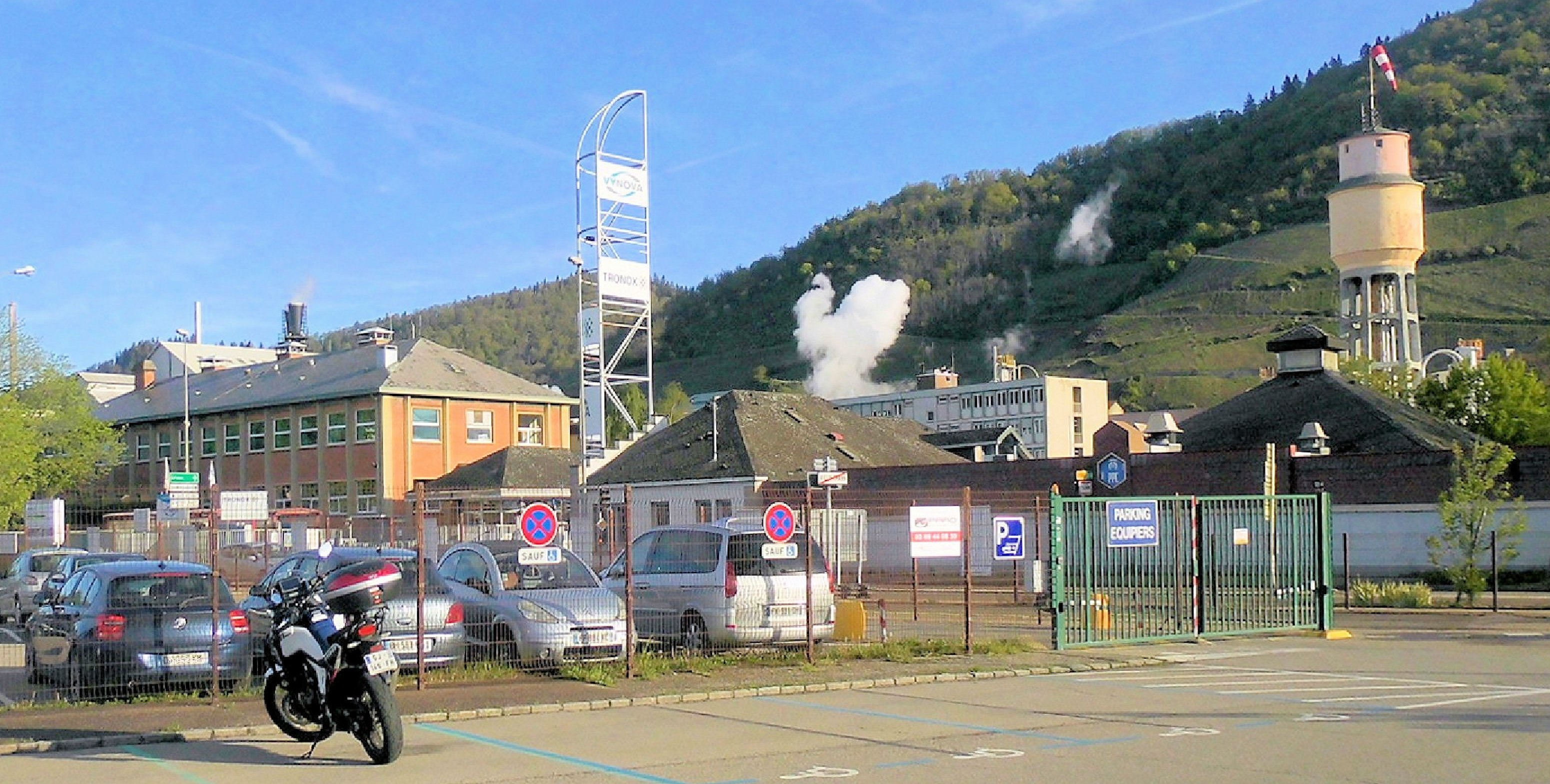
L'environnement de l'usine (urbain, site naturel..) est pris en compte dans l'étude de dangers

La démarche de l’étude de danger est encadrée par plusieurs texte : l'arrêté du 29 septembre 2005, la circulaire du 10 mai 2010, ainsi que le guide OMEGA 9 de l’INERIS.
Elle consiste en différentes étapes précises :
- Une description de l’environnement : description de la localisation du site, et des enjeux présents autour (site naturel, présence de tiers, ERP, présence d’autre sites industriels…). Cette étape doit permettre d’identifier à la fois les éléments vulnérables de l’environnement mais également les éléments pouvant être à l’origine de risques. Elle permet également d’identifier les autres sites industriels, pouvant être à l’origine d’effets domino.
- Une description du fonctionnement du site et des installations : celle-ci permets de donner une vue d’ensemble du site, explicitant les procédés du site, les produits utilisés et les quantités présentes sur site, les conditions opératoires.
- La phase préparatoire à l’analyse de risque, l'identification des potentiels de danger. Cette étape consiste à référencer tous les potentiels de risque, c’est-à-dire tous les éléments présents sur site qui pourraient conduire à l’apparition d’un risque. Il s’agit notamment de l’identification des produits présents sur site, des risques associés aux procédés. Il faut également inclure les dangers pouvant apparaître lors de l’approvisionnement et de l’acheminement des produits sur site. Ces potentiels de danger doivent être cartographiés : il est essentiel de créer dans l’EDD des plans de l’établissement, avec la localisation des différents procédés, produits, conduites.
- L’analyse du retour d’expérience : en étudiant les accidents ayant eu lieu sur son installation, sur les installations similaires, et sur les installations utilisant des procédés similaires, l’exploitant doit pouvoir en tirer des hypothèses sur les risques possibles.
- La troisième étape est l’analyse préliminaire des risques, ou APR : c’est l’une des étapes centrales de l’EDD. Elle consiste à établir tous les scénarios d’accidents susceptible de se produire sur le site, et de caractériser grossièrement leur gravité et leur probabilité. A cette étape de l’étude de dangers, il est pertinent de prendre en compte les mesures de prévention (en amont de l’accident) qui existent, mais les mesures de protection (en aval de l’accident) ne peuvent pas être prises en compte.

- A l’issue de cette APR, les scénarios susceptibles d’avoir des effets hors-site feront l’objet d’une analyse détaillée : c’est la quatrième étape. Le scénario est décrit de manière plus approfondie, est caractérisé en intensité et probabilité. La prise en compte des effets dominos est essentielle : c’est-à-dire que les accidents induits (sur le site même ou sur les installations voisines, les sites industriels étant souvent situé dans des zones industrielles, donc proche d’autre sites à fort potentiel de danger) par l’accident étudié doivent être pris en compte. Les mesures de protection, appelés dans ce cas des MMR (mesures de maîtrise des risques) sont cette fois prises en compte dans l’évaluation de la gravité des dangers. Enfin, pour chaque scénario, une cartographie des effets est présentée.
- L’étape finale consiste en le positionnement des scénarios retenus dans la grille définie par la Ministère, qui permet d’évaluer l’acceptabilité des accidents en fonction de leur gravité et de leur probabilité.

Enfin, il est attendu de l'exploitant un résumé non technique qui doit être compréhensible par la population.

### Caractérisation en intensité et en probabilité
Pour la caractérisation en intensité, les effets humains et environnementaux doivent être pris en compte, mais dans le fait, comme il n’existe pas de méthode normalisée pour la prise en compte des effets environnementaux, seuls les effets humains sont vraiment mesurés. Ceux-ci s’expriment grâce à trois seuils : le seuil des effets irréversibles (ou SEI), le seuil des effets létaux (ou SEL) et le seuil des effets létaux significatifs (SELS). L'exploitant définit des zones autour de son établissement où ces seuils sont susceptibles d'être atteints en cas d'accident, et évalue ensuite le nombre de personnes susceptibles de se trouver dans cette zone. La méthodologie nécessaire à l'évaluation du nombre de personnes touchées est détaillée dans la circulaire du 10 mai 2005.
| Niveau de gravité des conséquences | Nombre de personnes exposées au SELS            | Nombre de personnes exposées au SEL             | Nombre de personnes exposées au SEI |
| ---------------------------------- | ----------------------------------------------- | ----------------------------------------------- | ----------------------------------- |
| Désastreux                         | Plus de 10                                      | Plus de 100                                     | Plus de 1000                        |
| Catastrophique                     | Moins de 10                                     | Entre 10 et 100                                 | Entre 100 et 1000                   |
| Important                          | Au plus 1                                       | Entre 1 et 10                                   | Entre 10 et 100                     |
| Sérieux                            | 0                                               | Au plus 1                                       | Moins de 10                         |
| Modéré                             | Pas de zone de létalité hors de l'établissement | Pas de zone de létalité hors de l'établissement | Moins d'une personne                |

Pour la caractérisation en probabilité, il existe également une grille de probabilité définie par l'INERIS.
| Échelle de probabilité                         | E                                                       | D                         | C                    | B                           | A                 |
| ---------------------------------------------- | ------------------------------------------------------- | ------------------------- | -------------------- | --------------------------- | ----------------- |
| Probabilité qualitative                        | Évènement possible mais non rencontré au niveau mondial | Évènement très improbable | Évènement improbable | Évènement probable sur site | Évènement courant |
| Probabilité quantitative (par unité et par an) | 10-5 ou moins                                           | 10-4 à 10-5               | 10-3 à 10-4          | 10-2 à 10-3                 | 10-2 ou plus      |

Finalement, une grille d'appréciation permet de combiner ces deux notions.

### Méthodologie pour l'analyse préliminaire des risques
Plusieurs méthodes existent pour réaliser l’analyse préliminaire des risques :
- L'AMDE (Analyse des modes de Défaillance et de leurs Effets), traite et qualifie le moment à partir duquel un système ou un élément n'est plus apte à fonctionner correctement. Elle analyse les effets provoqués par la défaillance d'un élément du système.
- L'AMDEC (Analyse des Modes de Défaillance et de leurs Effets et de leur Criticité), similaire à l'AMDE elle ajoute cependant l'évaluation semi-quantitative des causes (probabilité) et effets (gravité).
- L'HAZID (HAZard IDentification) est une revue d’identification des dangers et d’analyse des risques. Elle a pour but d'estimer les causes et les conséquences et de définir des dispositifs pour pallier ses dysfonctionnements. Elle se base sur une analyse de l'accidentologie et distingue des scénarios d'accidents potentiels.
- L'HAZOP (HAZard Operability) méthode prépondérante dans l'analyse de la sécurité des industries de process (chimique, pharmaceutique, pétrolière…). Elle est presque indispensable pour l'examen de systèmes dont la sécurité de l'installation dépend en grande partie de la maîtrise des conditions opératoires (débit, pression, température…). Ces revues se basent sur l'analyse systématique de la potentialité et des conséquences d'une dérive des paramètres du système. Les dérives potentielles sont produites par l'articulation de mot-clés caractérisant une situation inhabituelle opératoire (comme « plus de », « moins de »…) et les paramètres opératoires du procédé. Les plans de circulation des fluides ou schémas PID (Piping and Instrumentation Diagram) transposent le fonctionnement du procédé. Des groupes de travail animés par un chairman réalisent ces revues. Ils sont composés de spécialistes capables d’identifier les causes, les conséquences des dérives, et d’évaluer si les moyens de prévention/protection sont suffisants.
- La "What-if" de l'anglais "que-si" est une méthode d'analyse semblable à l'HAZOP mis plus succincte, elle se limite aux conséquences sans identifier les causes. Son procédé se base sur la supposition d'apparition d'événements lorsqu'une anomalie dans le fonctionnement d'un composant survient. Pour ce faire, l’industriel — sous le contrôle de l’inspection des installations classées et donc de la DREAL et du préfet — liste les dangers possibles et les hiérarchise selon leurs conséquences possibles, la probabilité d’occurrence dans l'espace et dans le temps, leur cinétique. L'industriel liste aussi les outils de prévention et moyens de secours disponibles.

Ces méthodes ne sont pas spécifiques à l’EDD mais sont des méthodes générales utilisées dans le domaine de la maîtrise des risques. L’utilisation de celles-ci n’est pas obligatoire.

### Analyse de l'étude de danger
Le préfet peut demander les compléments d'étude qu'il jugerait nécessaires, et en cas de risques particuliers (nucléaire, nanotechnologie, biotechnologies, etc.), il peut solliciter l’avis d’un tiers expert sur l’étude de dangers, financé par l'exploitant.
C’est à partir de l’étude de dangers, après d’éventuels compléments (en général, nombreux), que sont élaborées, par l’inspection des installations classées. Des prescriptions minimales sont ensuite imposées à l’exploitant par un arrêté préfectoral. La directive Seveso 2 transcrite en droit français par l’arrêté ministériel du 10 mai 2000 a imposé une meilleure prise en compte des effets dominos entre installations d'une même usine ou entre usines voisines, et une gestion cohérente de ce risque.